# Pfarrkirche Selbitz

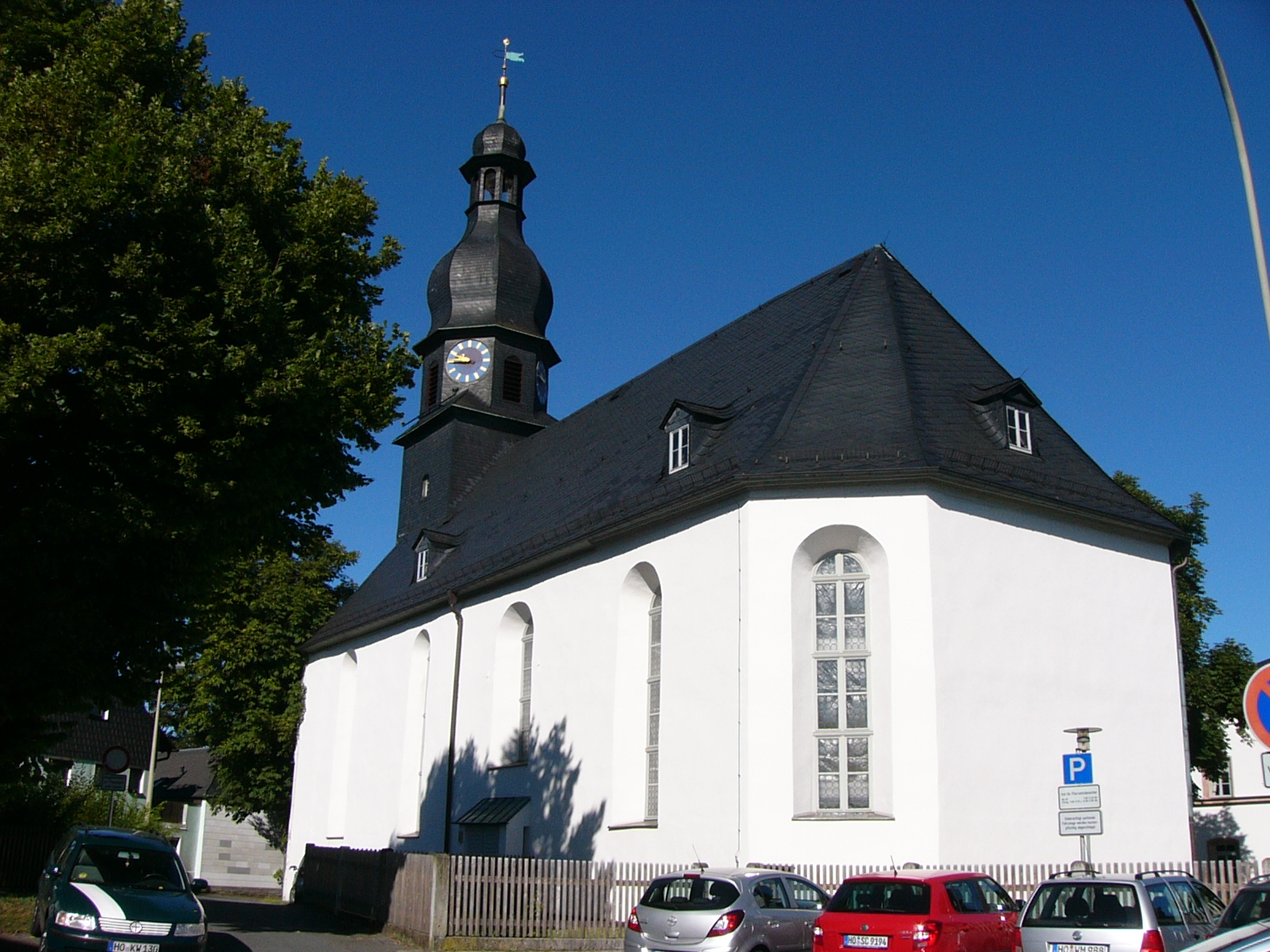
Pfarrkirche Selbitz

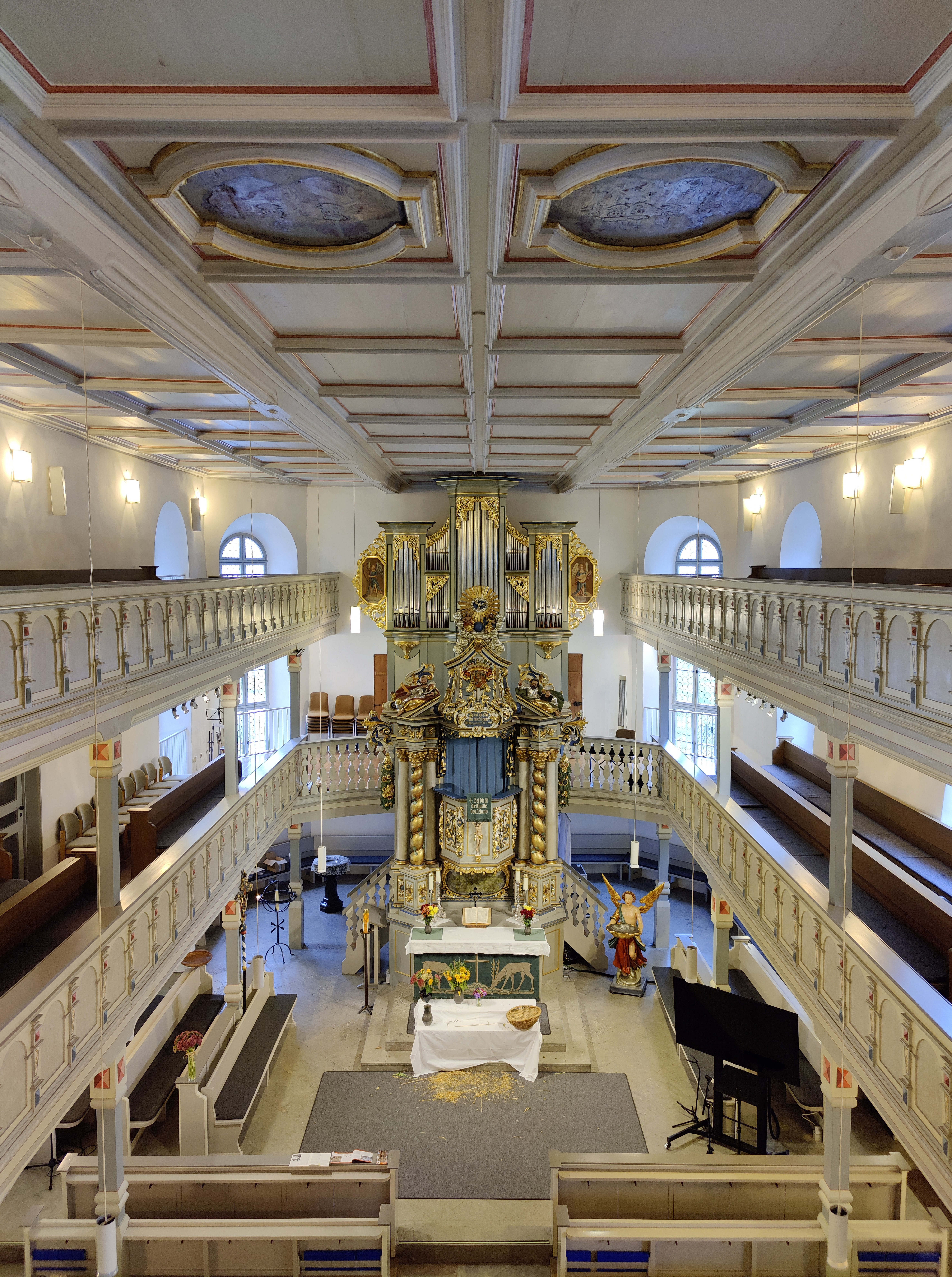
Innenraum Richtung Osten

Die Pfarrkirche Selbitz ist eine evangelisch-lutherische Kirche in Selbitz.

## Geschichte und Ausstattung
Nach der Zerstörung im Dreißigjährigen Krieg erfolgte der Wiederaufbau als sogenannte Markgrafenkirche (Altar, Kanzel und Orgel in einer senkrechten Linie übereinander. Für viele Jahre stand auch der Taufstein in dieser Sichtachse). Zu den Besonderheiten der Ausstattung aus dem 18. Jahrhundert zählt der Kanzelaltar von 1725 von Wolfgang Adam Knoll, der Taufengel von 1722, der viele Jahre an der linken unteren von zwei  Emporen angebracht war, von Johann Nikolaus Knoll und ein Orgelgehäuse vermutlich auch aus der Knoll-Werkstatt.

## Orgel

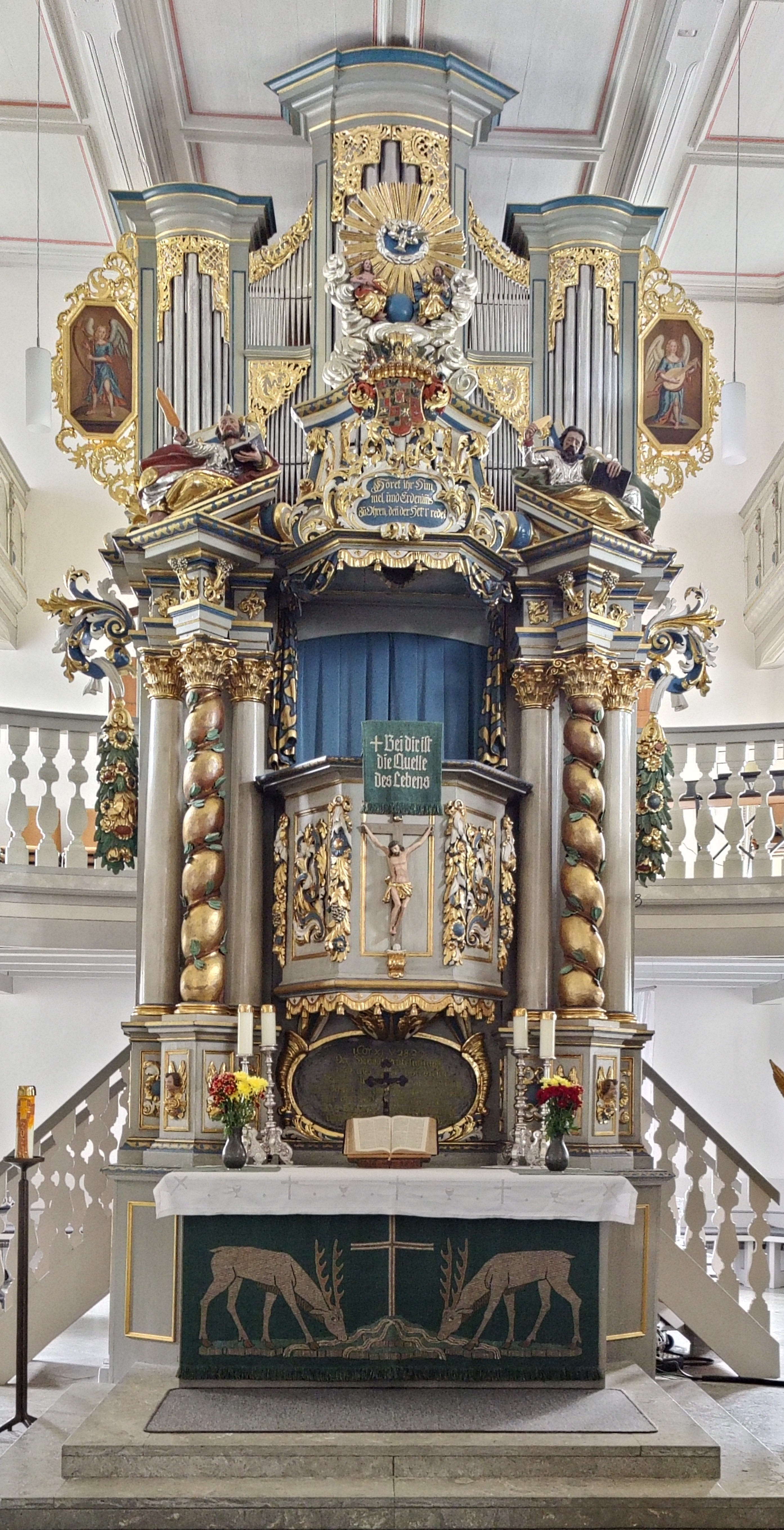
Kanzelaltar mit Orgel

Für das Jahr 1652 ist ein Organist nachgewiesen. Tobias Dressel baute 1683 eine Orgel mit sieben Registern auf einem Manual und selbstständigem Pedal. Sie wurde 1691 um eine Pedal-Posaune erweitert. Johann Erhard Gräf baute 1726 drei Register um und Johann Peter Weiß ergänzte 1769 ein zweites Manual, dessen Ausführung aber nicht gut gelang. Friedrich Heidenreich stellte ab 1783 durch einen eingreifenden Umbau die volle Funktionsfähigkeit her. Sein Sohn disponierte 1837 drei Register um. 1968 restaurierte Gerhard Schmid das Instrument und 2013 Rösel & Hercher Orgelbau. Es verfügt über 16 Register. Die Disposition lautet wie folgt:
| I Hauptwerk C–c3 |     |
| Bordun           | 16′ |
| Principal        | 8′  |
| Gedackt          | 8′  |
| Viola di Gamba   | 8′  |
| Octav            | 4′  |
| Gedackt          | 4′  |
| Quinte           | 3′  |
| Octav            | 2′  |
| Mixtur IV        |     |

| II Oberwerk C–c3 |    |
| Rohrflöte        | 8′ |
| Flaut Travers    | 8′ |
| Salicional       | 8′ |
| Coppelflöte      | 4′ |

| Pedal C–c1 |     |
| Subbaß     | 16′ |
| Violonbaß  | 16′ |
| Oktavbass  | 8′  |

- Koppeln: II/I, I/P, II/P